# Arcidiocesi di Tuguegarao

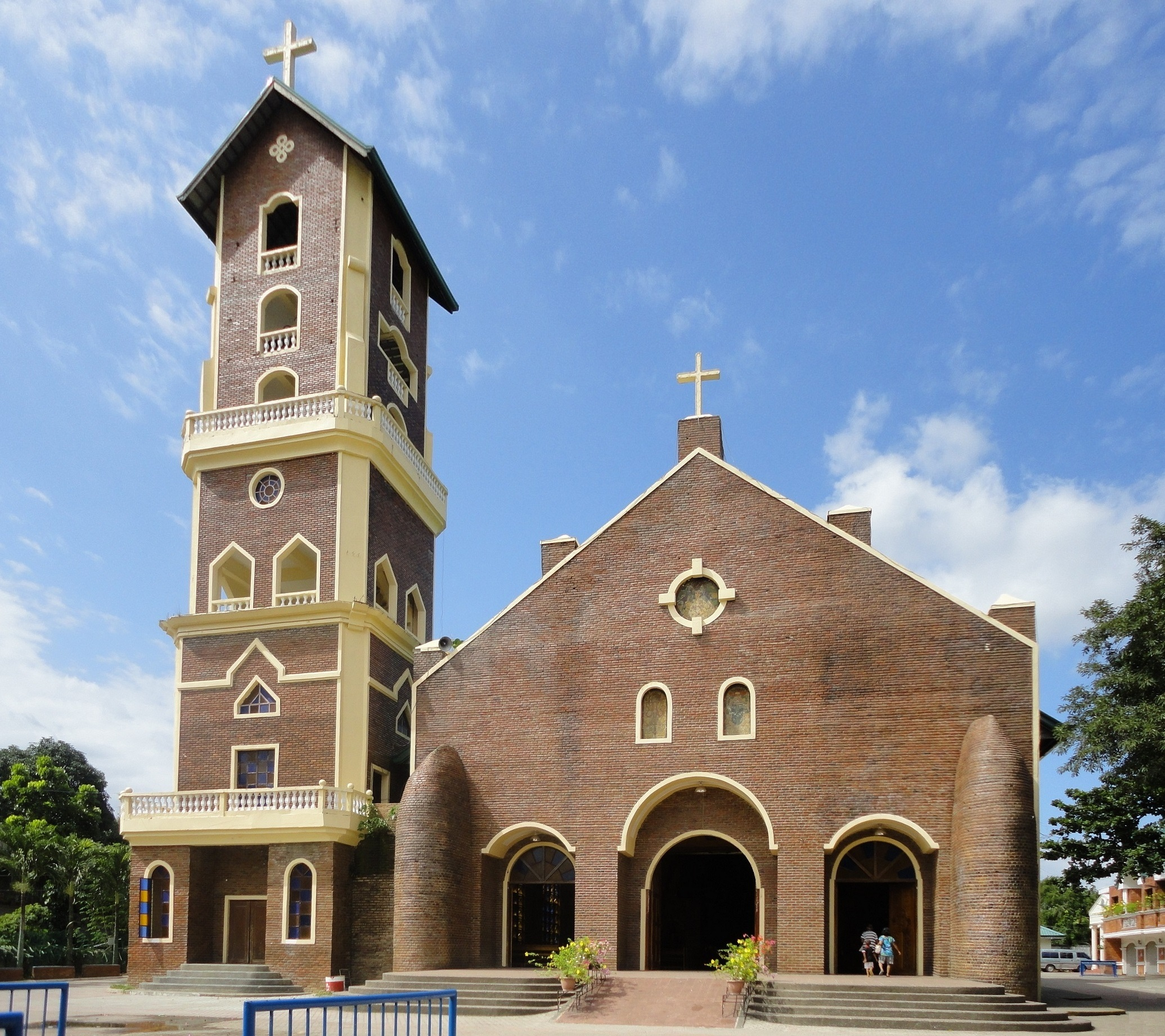
La basilica minore di Nostra Signora di Piat.

L'arcidiocesi di Tuguegarao (in latino: Archidioecesis Tuguegaraoana) è una sede metropolitana della Chiesa cattolica nelle Filippine. Nel 2022 contava 1.650.000 battezzati su 2.081.000 abitanti. È retta dall'arcivescovo Ricardo Lingan Baccay.

## Territorio
L'arcidiocesi comprende la provincia filippina di Cagayan.
Sede arcivescovile è la città di Tuguegarao, dove si trova la cattedrale dei Santi Pietro e Paolo. A Lal-lo sorge la chiesa di San Domenico, già primitiva cattedrale della diocesi di Nueva Segovia (oggi arcidiocesi). A Piat si trova la basilica minore di Nostra Signora di Piat.
Il territorio si estende su 9.296 km² ed è suddiviso in 50 parrocchie.

### Provincia ecclesiastica
La provincia ecclesiastica di Tuguegarao, istituita nel 1974, comprende le seguenti suffraganee:
- la diocesi di Bayombong, eretta come prelatura territoriale il 7 novembre 1966 ed elevata al rango di diocesi il 15 novembre 1982;
- la diocesi di Ilagan, eretta il 31 gennaio 1970;
- la prelatura territoriale di Batanes, eretta il 30 novembre 1950.

La provincia ecclesiastica si estende sulle province civili filippine di Cagayan, Batanes, Isabela, Nueva Vizcaya e Quirino nella parte nord-orientale dell'isola di Luzon. Appartengono alla provincia ecclesiastica anche le isole Batan, le più settentrionali delle Filippine.
Inoltre è aggregato alla provincia ecclesiastica di Tuguegarao il vicariato apostolico di Tabuk, nelle province di Kalinga e Apayao.

## Storia
La diocesi di Tuguegarao fu eretta il 10 aprile 1910, ricavandone il territorio dalla diocesi di Nueva Segovia (oggi arcidiocesi). Originariamente era suffraganea dell'arcidiocesi di Manila.
Il seminario diocesano, dedicato a san Giacinto, fu istituito nel 1918.
Il 30 novembre 1950 cedette una porzione del suo territorio a vantaggio dell'erezione della prelatura territoriale di Batanes e delle Isole Babuyan (oggi prelatura territoriale di Batanes).
Il 29 giugno 1951 entrò a far parte della provincia ecclesiastica dell'arcidiocesi di Nueva Segovia.
Il 7 novembre 1966 e il 31 gennaio 1970 cedette altre porzioni di territorio a vantaggio dell'erezione rispettivamente della prelatura territoriale di Bayombong (oggi diocesi) e della diocesi di Ilagan.
Il 21 settembre 1974 la diocesi è stata elevata al rango di arcidiocesi metropolitana con la bolla Maximopere optantibus di papa Paolo VI.
Il 6 febbraio 2002 si è ampliata incorporando le isole Babuyan già appartenute alla prelatura territoriale di Batanes.

## Cronotassi dei vescovi
Si omettono i periodi di sede vacante non superiori ai 2 anni o non storicamente accertati.
- Maurice Patrick Foley † (1º settembre 1910 - 6 settembre 1916 nominato vescovo di Jaro)
- Santiago Caragnan Sancho † (5 febbraio 1917 - 22 aprile 1927 nominato vescovo di Nueva Segovia)
- Constancio Jurgens, C.I.C.M. † (27 gennaio 1928 - 6 maggio 1950 dimesso[2])
- Alejandro Ayson Olalia † (6 maggio 1950 succeduto - 28 dicembre 1953 nominato arcivescovo di Lipa)
  - Sede vacante (1953-1957)
- Teodulfo Sabugai Domingo † (29 aprile 1957 - 31 gennaio 1986 ritirato)
- Diosdado Aenlle Talamayan (31 gennaio 1986 - 15 giugno 2011 ritirato)
- Sergio Lasam Utleg (15 giugno 2011 - 18 ottobre 2019 ritirato)
- Ricardo Lingan Baccay, dal 18 ottobre 2019

## Statistiche
L'arcidiocesi nel 2022 su una popolazione di 2.081.000 persone contava 1.650.000 battezzati, corrispondenti al 79,3% del totale.
| anno | popolazione | popolazione | popolazione | presbiteri | presbiteri | presbiteri | presbiteri                | diaconi | religiosi | religiosi | parrocchie |
| anno | battezzati  | totale      | %           | numero     | secolari   | regolari   | battezzati per presbitero | diaconi | uomini    | donne     | parrocchie |
| ---- | ----------- | ----------- | ----------- | ---------- | ---------- | ---------- | ------------------------- | ------- | --------- | --------- | ---------- |
| 1950 | 500.000     | 673.550     | 74,2        | 69         | 41         | 28         | 7.246                     |         | 31        | 50        | 52         |
| 1970 | 467.806     | 553.567     | 84,5        | 60         | 41         | 19         | 7.796                     |         |           | 67        | 36         |
| 1980 | 574.687     | 696.522     | 82,5        | 65         | 38         | 27         | 8.841                     |         | 29        | 77        | 36         |
| 1990 | 715.000     | 875.000     | 81,7        | 71         | 50         | 21         | 10.070                    |         | 21        | 98        | 37         |
| 1999 | 930.860     | 1.095.130   | 85,0        | 72         | 56         | 16         | 12.928                    |         | 16        | 95        | 39         |
| 2000 | 963.715     | 1.204.643   | 80,0        | 68         | 54         | 14         | 14.172                    |         | 14        | 89        | 39         |
| 2001 | 992.626     | 1.240.782   | 80,0        | 69         | 58         | 11         | 14.385                    |         | 11        | 89        | 39         |
| 2002 | 1.033.323   | 1.291.654   | 80,0        | 68         | 57         | 11         | 15.195                    |         | 11        | 85        | 39         |
| 2003 | 1.086.722   | 1.358.402   | 80,0        | 69         | 56         | 13         | 15.749                    |         | 13        | 98        | 39         |
| 2004 | 1.259.610   | 1.488.098   | 84,6        | 78         | 60         | 18         | 16.148                    |         | 18        | 101       | 42         |
| 2010 | 1.356.000   | 1.709.000   | 79,3        | 82         | 60         | 22         | 16.536                    |         | 24        | 98        | 46         |
| 2014 | 1.461.000   | 1.841.000   | 79,4        | 90         | 68         | 22         | 16.233                    |         | 23        | 103       | 48         |
| 2017 | 1.534.540   | 1.933.930   | 79,3        | 93         | 72         | 21         | 16.500                    |         | 21        | 96        | 48         |
| 2020 | 1.607.800   | 2.026.240   | 79,3        | 95         | 75         | 20         | 16.924                    |         | 20        | 91        | 50         |
| 2022 | 1.650.000   | 2.081.000   | 79,3        | 95         | 76         | 19         | 17.368                    |         | 19        | 96        | 50         |